# Jost Heinrich Heckemeyer
Jost Heinrich Heckemeyer ist ein deutscher Wirtschaftswissenschaftler.

## Leben
Von 2001 bis 2006 absolvierte er ein Doppeldiplomstudium an der Universität Münster und Universität Panthéon-Assas. Nach der Promotion 2012 zum Dr. rer. pol. bei Lars P. Feld und Christoph Spengel an der Universität Heidelberg war er von 2014 bis 2017 an der Universität Hannover Inhaber der W3-Professur für Rechnungslegung und Besteuerung. Seit 2017 ist er an der Universität Kiel Inhaber der W3-Professur für Unternehmensrechnung und Unternehmensbesteuerung am Institut für Betriebswirtschaftslehre.

## Schriften (Auswahl)
- The Effects of Corporate Taxes on Business Behavior – Microsimulation and Meta-Analyses
- mit Katharina Richter und Christoph Spengel: Tax planning of R&D intensive multinationals. Mannheim 2014.
- mit Katharina Finke und Christoph Spengel: Assessing the impact of introducing an ACE regime. A behavioural corporate microsimulation analysis for Germany. Mannheim 2014.
- mit Aaron K. Hemmerich: Information Exchange and Tax Haven Investment in OECD Securities Markets. Kiel 2020.
- mit Katharina Nicolay und Christoph Spengel: What will the OECD BEPS indicators indicate?. Mannheim 2021.